# الانتخابات البرلمانية الموريتانية 1959
أجريت الانتخابات النيابية في موريتانيا في 17 مايو 1959. وأسفرت عن فوز حزب التجمع الموريتاني، وهو الحزب الوحيد الذي خاض الانتخابات، ولذلك فاز بجميع المقاعد الأربعين في الجمعية الوطنية. وبلغت نسبة إقبال الناخبين 90.3٪.
وكانت هذه هي الانتخابات الأخيرة التي جرت في موريتانيا قبل الاستقلال، وقد نالت البلاد استقلالها الكامل في 28 نوفمبر 1960.

## خلفية
فاز الاتحاد التقدمي الموريتاني برئاسة المختار ولد داداه بـ 33 مقعدًا من أصل 34 في انتخابات الجمعية الوطنية التي أجريت في مارس 1957. اختارت الجمهورية الرابعة في فرنسا المختار ولد داداه رئيسا للمجلس الاستشاري لموريشيوس. في 28 نوفمبر 1958، سمح تعديل دستوري بإنشاء مجلس تشريعي انتقالي، ليحل محل الجمعية الوطنية. كانت البلاد تفتقر إلى الخبراء لصياغة الدستور وقبلت مقترحات مجموعة من الحقوقيين الفرنسيين في 22 مارس 1959 بالإجماع.

## النتائج
| الحزب                           | الحزب                           | الأصوات | %      | المقاعد | +/– |
| ------------------------------- | ------------------------------- | ------- | ------ | ------- | --- |
|                                 | حزب التجمع الموريتاني ‏          | 350٬126 | 100.00 | 40      | +7  |
| المجموع                         | المجموع                         | 350٬126 | 100.00 | 40      | +6  |
|                                 |                                 |         |        |         |     |
| الأصوات الصحيحة                 | الأصوات الصحيحة                 | 350٬126 | 99.23  |         |     |
| الأصوات الباطلة والفارغة        | الأصوات الباطلة والفارغة        | 2٬725   | 0.77   |         |     |
| مجموع الأصوات                   | مجموع الأصوات                   | 352٬851 | 100.00 |         |     |
| الناخبين المسجلين ومعدل الإقبال | الناخبين المسجلين ومعدل الإقبال | 387٬829 | 90.98  |         |     |
| المصدر: Nohlen et al.           |                                 |         |        |         |     |

## ما بعد الحادثة
بعد الاستقلال في 28 نوفمبر 1960، أعلنت البلاد نفسها جمهورية إسلامية موريتانية. أصبح ولد داداه أول رئيس للبلاد وأعلن الدولة دولة حزب واحد في عام 1964. خلال عام 1965 اندمجت جميع الأحزاب مع حزب التجمع الموريتاني الحاكم لتشكيل حزب الشعب الموريتاني.